# Línguas aruaques centrais
As línguas arawak centrais são um grupo de línguas aruaques faladas no Brasil, na Guiana, no Suriname e na Trinidad.

## Línguas
As línguas são:
- Central
  - † Bahuana; † Manao, † Cariaí
  - † Aruã
  - Pidiana
    - † Mawayana
    - Wapixana, † Parawana, † Aroaqui

  - ? † Shebayo

(† = língua extinta)